# Klimkovics Béla
Klimkovics Béla (Kassa, 1833. március 24. – Kassa, 1885. február 10.) festő, rajztanár.

## Életpályája
Szülővárosában tanult. 1851–1853 között a bécsi Képzőművészeti Akadémia festő szakán Ferdinand Georg Waldmüller növendéke volt. 1853-ban hazatért és festésből élt. 1861–1885 között a kassai állami főreáliskola rajztanára volt. 1872–1885 között a testvéreivel együtt alapított és szervezett Felső-magyarországi Múzeum igazgatója volt.
Magánrajziskolát alapított, melyben Benczúr Gyula, Csordák Lajos és Horovitz Lipót is tanítványa volt. Akvarelleket, arcképeket és oltárképeket festett.

## Családja
Klimkovics Ignác (1800–1853) szobrász, festő fia. Testvérei: Klimkovics Ferenc (1825–1890) festőművész és Klimkovics Flóris (1831–1907) faszobrász.

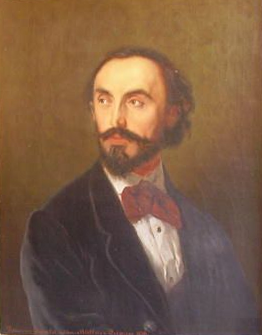
Klimkovics Béla Benczúr Gyula festményén

## Művei
- Kassahámor, kálvária (1861)
- kakasfalvi templom (1862)
- szomolnoki templom (1868)
- Kassa
- Ádám és Éva
- Régi női fej
- Beszélgetők
- Rákóczi Rodostóban
- Vénusz
- Puttók gyümölccsel
- A műutazók
- A libapásztornő

## Galéria

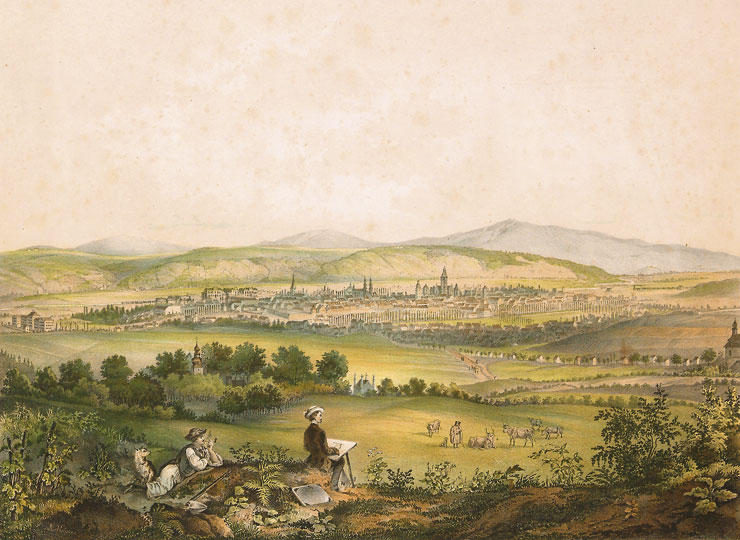
Kassa
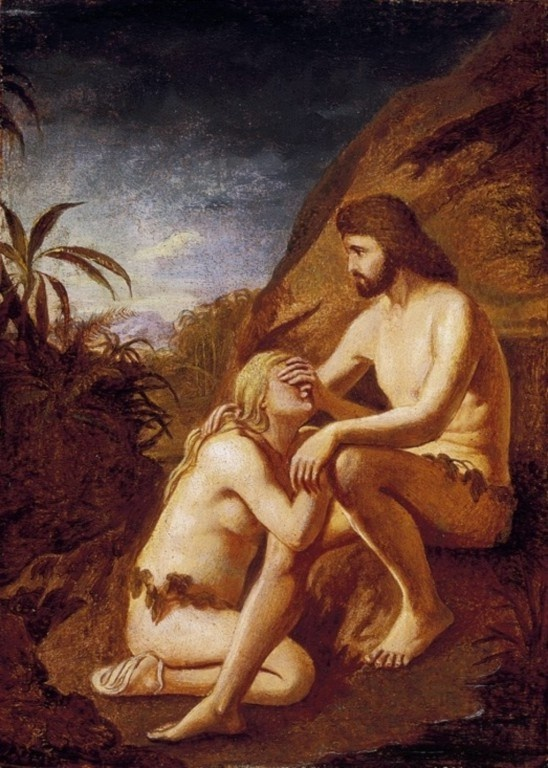
Ádám és Éva
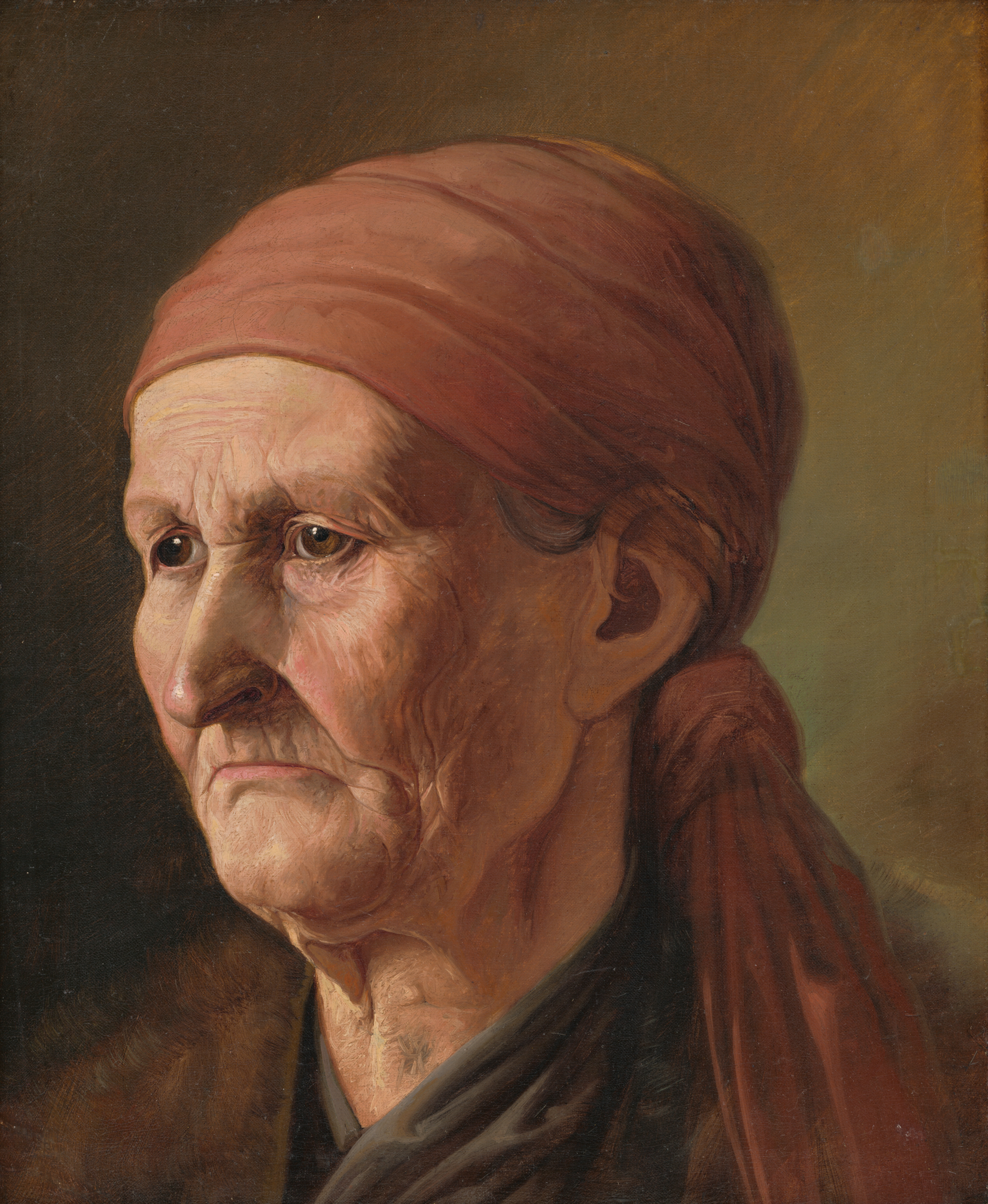
Idős női fej
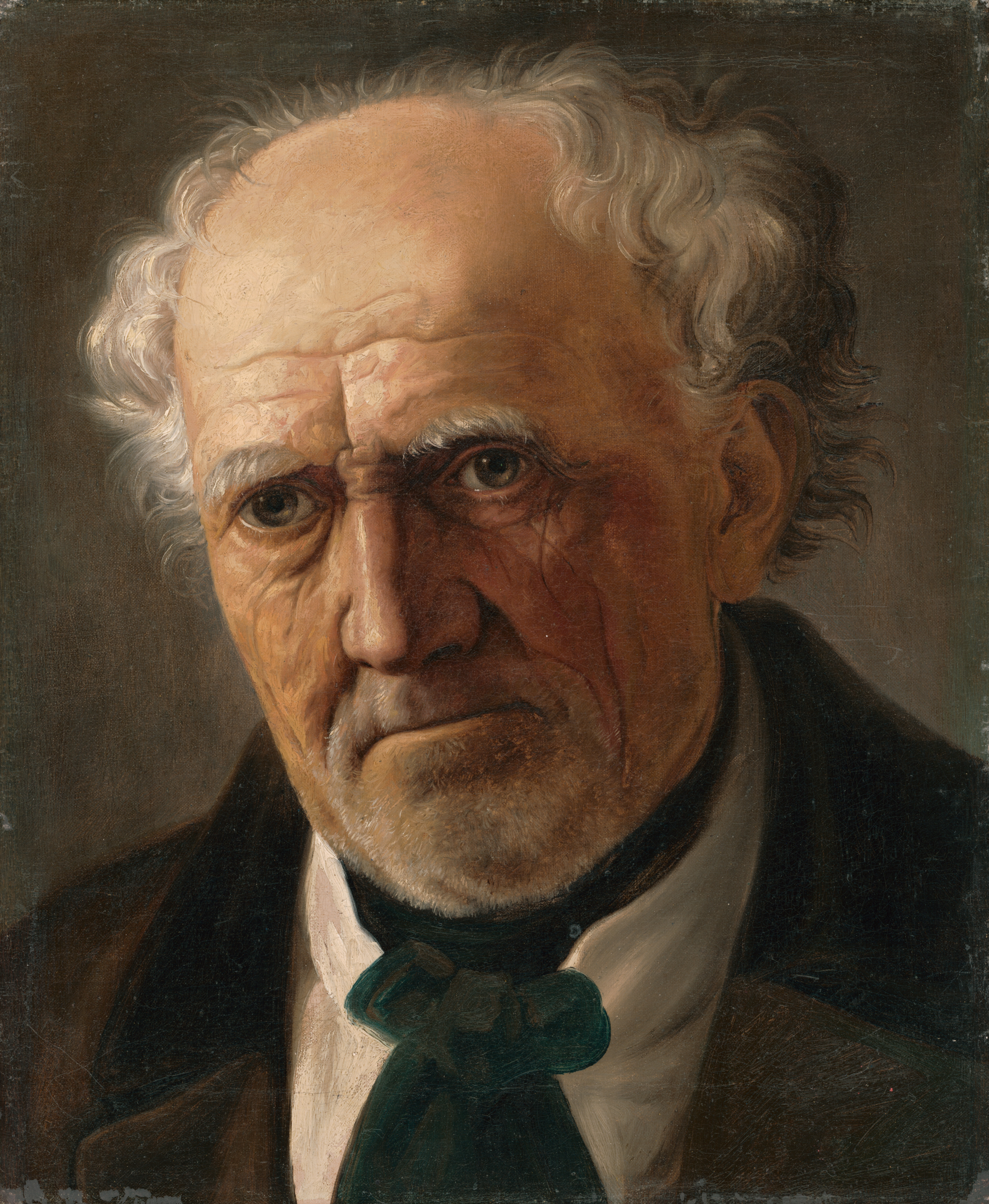
Idős férfi fej